# Gabriela Tafur
Gabriela Tafur Náder, née le 7 juillet 1993 à Cali (Valle del Cauca, Colombie) est une reine de beauté colombienne, élue Miss Colombie 2019.

## Carrière
Lors de l'élection de Miss Univers 2020, elle termine dans le Top 5.